# Campeonato Nacional de Fútbol 1963
Il Campeonato Nacional de Fútbol 1963 è stata la 5ª edizione della massima serie del campionato di calcio dell'Ecuador, ed è stata vinta dal Barcelona.

## Formula
Il torneo abbandona la formula del girone unico per adottare quella in due gruppi: dai due gironi iniziali (A e B) si qualificano le prime due, che vanno a formare il quadrangolare finale che determina il vincitore del campionato.

## Prima fase

### Gruppo A
|  | Pos. | Squadra             | Pt | G | V | N | P | GF | GS | DR |
|  | ---- | ------------------- | -- | - | - | - | - | -- | -- | -- |
|  | 1.   | Politécnico         | 5  | 4 | 2 | 1 | 1 | 7  | 5  | +2 |
|  | 1.   | Barcelona SC        | 5  | 4 | 2 | 1 | 1 | 4  | 3  | +1 |
|  | 1.   | Patria              | 5  | 4 | 2 | 1 | 1 | 5  | 6  | -1 |
|  | 4.   | LDU Quito           | 3  | 4 | 1 | 1 | 2 | 6  | 8  | -2 |
|  | 5.   | Estibadores Navales | 2  | 4 | 1 | 0 | 3 | 7  | 7  | 0  |

### Gruppo B
|  | Pos. | Squadra              | Pt | G | V | N | P | GF | GS | DR  |
|  | ---- | -------------------- | -- | - | - | - | - | -- | -- | --- |
|  | 1.   | Emelec               | 9  | 5 | 4 | 1 | 0 | 10 | 1  | +9  |
|  | 1.   | Deportivo Quito      | 9  | 5 | 4 | 1 | 0 | 13 | 4  | +9  |
|  | 3.   | Macará               | 4  | 5 | 2 | 0 | 3 | 7  | 6  | +1  |
|  | 3.   | Nueve de Octubre     | 4  | 5 | 1 | 1 | 3 | 8  | 9  | -1  |
|  | 3.   | Aucas                | 4  | 5 | 2 | 0 | 3 | 5  | 11 | -6  |
|  | 6.   | River Plate Riobamba | 1  | 5 | 0 | 1 | 4 | 3  | 15 | -12 |

## Girone finale
|                    | Pos. | Squadra         | Pt | G | V | N | P | GF | GS | DR  |
| ------------------ | ---- | --------------- | -- | - | - | - | - | -- | -- | --- |
| Ecuador (bandiera) | 1.   | Barcelona SC    | 9  | 6 | 4 | 1 | 1 | 12 | 3  | +9  |
|                    | 2.   | Emelec          | 8  | 6 | 3 | 2 | 1 | 9  | 2  | +7  |
|                    | 3.   | Deportivo Quito | 6  | 6 | 3 | 0 | 3 | 6  | 11 | -5  |
|                    | 4.   | Politécnico     | 1  | 6 | 0 | 1 | 5 | 2  | 13 | -11 |

## Verdetti
- Barcelona campione nazionale
- Barcelona in Coppa Libertadores 1964

## Classifica marcatori
| Gol |  |  | Giocatore            | Squadra             |
| --- |  |  | -------------------- | ------------------- |
| 5   |  |  | Edison Paucar        | Deportivo Quito     |
| 5   |  |  | Carlos Alberto Raffo | Emelec              |
| 4   |  |  | Rubén Baldi          | Deportivo Quito     |
| 4   |  |  | Ernesto Guerra       | Deportivo Quito     |
| 4   |  |  | Félix Guerrero       | Nueve de Octubre    |
| 4   |  |  | Kléver Ordóñez       | Estibadores Navales |